# Omar-al-Faroukmoskee
De Omar-Al-Faroukmoskee is een moskee aan de Winterboeidreef in Utrecht. Het gebouw werd oorspronkelijk als de rooms-katholieke Emmaüskerk gebouwd.

## Emmaüskerk
De Emmaüsparochie werd in 1962 gesticht voor de katholieken in de nieuwbouwwijk Overvecht. De bouwpastoor was W. Span. De eerste jaren werden een kleuterschool en een noodkerk aan de Donaudreef gebruikt. In 1966-1967 werd het modernistische kerkgebouw aan de Winterboeidreef gebouwd, naar een ontwerp van J.P.I. Maas, van bureau Kraayenvanger. De kerk had 750 zitplaatsen. Op 23 september 1967 werd de kerk ingewijd door kardinaal Bernardus Alfrink. Dit was een van de laatste volledig nieuwe rooms-katholieke kerken die in Nederland werd gebouwd.
In de jaren 1970 liep het aantal parochianen van de kerk sterk terug, waardoor het behoud van het kerkgebouw niet meer rendabel was. Het gebouw werd in december 1982 verkocht aan de Stichting Appèl op de Islam. De laatste viering was op 9 januari 1983. De parochie verhuisde naar de protestante Johanneskerk aan de Moezeldreef.

## El Sunna- en Omar-al-Faroukmoskee
Na het vertrek van de parochie werd de kerk in 1985 verbouwd tot de El Sunnamoskee, tegenwoordig de Omar-al-Faroukmoskee, voor de Marokkaanse gemeenschap in Overvecht. Het ontwerp en uitvoering in verband met de verbouwing van kerk tot moskee stond onder leiding van de Nederlandse architect Latief Perotti.
Historische kerkgebouwen:
Sint-Augustinuskerk · Buurkerk · Sint-Catharinakathedraal · Domkerk · Doopsgezinde kerk · Geertekerk · Jacobikerk · Jacobuskerk · Janskerk · Kerkenkruis · Lutherse Kerk · Mariakerk · Maria Minor · Nicolaïkerk · Pieterskerk · Sint-Gertrudiskathedraal · Sint-Martinuskerk · Sint-Salvatorkerk · Sint-Willibrordkerk · Westerkerk

Overige kerkgebouwen:
Adventkerk · Bethelkerk · Blijde Boodschapkerk · Gerardus Majellakerk · Heilig Hartkerk · Holy Trinity Church · H. Johannes de Doper en H. Bernarduskerk · Johanneskerk · Mattheüskerk · Nieuwe Kerk · Sint-Aloysiuskerk ·Sint-Antoniuskerk · Sint-Dominicuskerk · Sint-Gertrudiskerk · Sint-Jacobuskerk · Sint-Josephkerk · Sint-Rafaëlkerk · Stefanuskerk · Tuindorpkerk · Wederkomst des Herenkerk · Wilhelminakerk · Willem de Zwijgerkerk

Deels gesloopte kerken:
Oranjekerk

Gesloopte kerken:
Christus Koningkerk · Begijnekerk · Heilig Kruiskapel · Johannes de Doperkerk  · Julianakerk · Lucaskerk · Onze-Lieve-Vrouw-van-Goede-Raadkerk · 
Onze-Lieve-Vrouw-ten-Hemelopnemingkerk · Oosterkerk · Sint-Bernarduskerk · Sint-Dominicuskerk (Walsteegkerk) · Sint-Ludgeruskerk · Sint-Monicakerk · Sint-Nicolaaskerk · Sint-Pauluskerk · Sint-Salvatorkerk · Vaartkerk · Zuiderkerk

Voormalige kerken:
Emmaüskerk · Noorderkerk · Leeuwenbergkerk · Sint-Isidoruskerk

Lijst van kerken in Utrecht